# Veľké Raškovce
Veľké Raškovce este o comună slovacă, aflată în districtul Michalovce din regiunea Košice, pe malul râului Laborec⁠(d). Localitatea se află la altitudinea de 100 m deasupra n.m., se întinde pe o suprafață de 11,998 km2 și în 2017 număra 305 locuitori. Se învecinează cu Malé Raškovce, Ižkovce, Beša, Oborín și Malčice.

## Istoric
Localitatea Veľké Raškovce este atestată documentar din 1332.

## Demografie
| An:                | 1994 | 2004    | 2014    | 2024   |
| ------------------ | ---- | ------- | ------- | ------ |
| Număr de persoane: | 316  | 350     | 311     | 305    |
| Diferență:         |      | +10,75% | −11,14% | −1,92% |

| An:                | 2023 | 2024   |
| ------------------ | ---- | ------ |
| Număr de persoane: | 298  | 305    |
| Diferență:         |      | +2,34% |